# Абаринов, Александр Алексеевич
Абаринов Александр Алексеевич (р. 17 мая 1950 г., Волхов), историк, публицист, писатель.
С 1982 по 1993 ст.инспектор, начальник отделения, начальник отдела центрального аппарата Министерства внутренних дел УССР, при участии которого была начата гуманизация отношений персонала колоний и отбывающих наказание, превращение ВТК в подлинно воспитательные центры с подготовленными для работы в условиях этих колоний педагогическими коллективами.
После увольнения из МВД в 1993 г. продолжил общественную деятельность как член Правления Общественного Совета при Государственной Пенитенциарной службе Украины, член Правления Украинской ассоциации Антона Макаренко и Международной макаренковской ассоциации (IMS), Председатель Правления Общественного совета при Киевской региональной таможне и т. д.
Первая профессия по окончании ЛГУ (историк-искусствовед), активная жизненная позиция, основанная на богатом личном опыте и владение научным и художественным словом привели Абаринова по выходе в отставку к журналистской и писательской деятельности. Он автор целого ряда статей (в том числе в соавторстве с известными российскими, украинскими и немецкими специалистами) по макаренковедению. Абаринов был ведущим цикла программ на Украинском радио под общим названием «Драматична педагогіка» (1989—1990). Сценарист и режиссёр телевизионных документальных фильмов о подростках в колонии — «Дом наших надежд», «Пока не поздно». 

## Биография
Родился в г. Волхов 17 мая 1950 г.
Родители — Абаринов Алексей Михайлович (1922—1990), Абаринова (Арешина) Валентина Александровна (1924—2008). Участники Великой Отечественной войны с 1941 по 1945 гг. После войны Валентина Александровна одной из первых в стране была награждена орденом Октябрьской революции.
В 1972 г. окончил Ленинградский ордена Ленина и ордена Трудового Красного знамени государственный университет (ЛГУ). Обучаясь на историческом факультете, специализировался по истории искусства. Его учителями и научными руководителями были доктор искусствоведения Н. Н. Калитина, профессор, заведующая кафедрой истории искусства ЛГУ; д.и.н. М. И. Артамонов, профессор; М. О. Малышев и другие. Под руководством д.и.н. М. К. Каргера, профессора, лауреата Сталинской премии, в сезонах 1968 и 1969 гг. прошёл археологическую практику на обследовании сооружений домонгольской архитектуры — это Рюриково городище в Новгороде Великом и Благовещенская церковь в Витебске, где произведены раскопки и частичная разборка обломков.
После службы в рядах Советской армии переехал на Украину, работал в Запорожье — некоторое время в Запорожском областном художественном музее (ст. научный сотрудник, главный хранитель фондов), затем на комсомольской и партийной работе (лектор, руководитель лекторской группы обкома ЛКСМУ, консультант Дома политпросвещения обкома КПУ). Участник Торжественного заседания ЦК ВЛКСМ в Москве, посвящённого 60-летию комсомола.

### В ЦК ЛКСМ Украины
В 1980 году переведён из Запорожья на работу в Центральный Комитет ЛКСМУ. В Киеве работал руководителем лекторской группы ЦК, привлёк в её состав молодых учёных столицы, охотно выступавших с лекциями в трудовых и студенческих коллективах Украины. Особое внимание было уделено опеке Героев Советского Союза, участников Киевской наступательной операции 1943 года, их участию в пропагандистских мероприятиях среди молодёжи на ударных комсомольских стройках. Собранные, отредактированные мемуары увидели свет в издательстве ЦК ЛКСМУ «Молодь» «Очерки трудных лет. Киев в 1943-м».

### В МВД Украины
В 1983 году, работая в Политотделе  МВД УССР, окончил заочное отделение Высшей партийной школы при ЦК Компартии Украины.
В центральном аппарате Министерства внутренних дел УССР прошёл путь от ст. инструктора до начальника отдела. Современники отмечают, что именно в это время были приняты не только конкретные меры по укреплению материально-технической базы учреждений для подростков, преступивших закон, но и выработан новаторский подход к решению проблем возвращения преступников в общество, их ресоциализацию. Обращено внимание руководящих органов исполнительной и законодательной власти УССР на проблемы этих учреждений и предложены конкретные пути их решения. В частности, Верховным Советом УССР был принят особым постановлением обширный План мероприятий по обучению и переподготовке педагогического персонала учреждений. Впервые в колониях появились специально подготовленные (Харьковский университет им. Каразина) психологи, нацеленные на работу с подростками с делинквентным поведением.
Принципы и методы работы украинских колоний для несовершеннолетних были высоко оценены международными специалистами — А. А. Абаринов в конце 80-начале 90-х годов выступил с докладами на Всесоюзных совещаниях начальников ВТК в Кременчуге и Алма-Ате, семинаре сотрудников исправительных учреждений кантона Цюрих (Швейцария) и Международном симпозиуме макаренковедов в Оберрайфенберге (ФРГ).
Им также подготовлена обширная докладная записка для ЮНЕСКО «Украина. О проблемах и перспективах работы по профилактике правонарушений среди несовершеннолетних с делинквентным поведением» совместно с Институтом мировой экономики и международных отношений НАН Украины.
С 1974 по 1991 год Абаринов состоял в КПСС.
В 1993 году уволился из органов внутренних дел по собственному желанию в должности полковника. Немаловажным стало то обстоятельство, что именно тогда он впервые узнал правду о судьбе своего деда по отцовской линии — мастер на строительстве Свирской ГЭС Михаил Ильич Абаринов, 1891 г.р., участник Первой мировой и георгиевский кавалер, был по ложному обвинению арестован и 8 января 1938 года расстрелян в Ленинграде по приговору Особой тройки НКВД. Реабилитирован посмертно 24 января 1958 года.

## Общественная и трудовая деятельность
После увольнения из органов внутренних дел, А. А. Абаринов принял участие в работе неправительственной организации «Международное общество прав человека — Украинская секция» (укр. «Міжнародне товариство прав людини — Українська секція») (Киев). При его непосредственном участии начаты социологические исследования эффективности форм и методов воспитательной работы в местах лишения свободы, работа по внедрению методики пробации, подготовки к исполнению определённых видов уголовных наказаний, не связанных с лишением свободы. 

### Макаренковедение
В 1987 году А. А. Абаринов знакомится с д-ром Гётцем Хиллигом, одним из основателей Лаборатории сравнительной педагогики при Марбургском университете (ФРГ) и д-ром А. А. Фроловым, профессором Горьковского педагогического института.
Под их руководством он изучает архивное дело А. С. Макаренко в фондах МВД, другие документы, связанные с окружением писателя-педагога в период его работы в должности помначальника Отдела трудкоммун и трудколоний НКВД УССР. Этот малоизученный период в биографии А. С. Макаренко лёг в основу написания книги (совместно с д-ром Гётцем Хиллигом) «Испытание властью. Киевский период А. С. Макаренко. 1935—1937», которая вышла в серии «Opuscula Makarenkiana» в Марбурге в 2000 г. Абаринов принял непосредственное участие также в написании и редактировании ещё одной книги в серии «Opuscula Makarenkiana», «А. С. Макаренко в год Большого террора» (Марбург, 1998), ряда статей, подготовленных совместно с Г. Хиллигом и опубликованных в украинских изданиях.
А. А. Абаринов — автор многочисленных газетных и журнальных статей о жизни писателя-педагога, его окружении, проблемах подростков-правонарушителей, педагогах для «трудных». Публиковался в украинских изданиях «Радуга», «Трудовая жизнь», «День», «Зеркало недели», «Факты», «Сегодня» и др., российских — «Народное образование», «Комсомольская правда», 
«Невское время», ряде белорусских изданий. Член Национального союза журналистов Украины (2008). Колумнист изданий «Известия», «Комсомольская правда в Украине», «Сегодня».

### Увлечения
В 2012—2016 гг. А. Абаринов написал свыше полусотни популярных статей по истории итальянской, белорусской, польской, греческой, прибалтийской, скандинавской, мексиканской, хорватской, украинской, грузинской, испанской и др. кухонь как составных частей культуры этих стран. Они были опубликованы в украинских журналах «Смачна подорож» («Вкусное путешествие»), «Порадниця» («Советчица») и других, были высоко оценены кулинарными критиками.
В 2020 году увидели свет две книги, написанные им — «Штаны и другие рассказы», «Братья. Рассказы, очерки, эссе».
Из откликов.
"Книгу Абаринова я, как и все, кто знаком с его творчеством, прочту, скорей всего, в один присест, потому что уверен: уж кто-кто, а он скучно не напишет. Просто не умеет. И, если бы меня за него попросили поставить в этой книге автограф, я бы написал: «Читателю в предвкушении замечательного чтения».
«Главная ценность книги — неподдельная подлинность. Сложенная лёгким и свободным русским языком. Умело инкрустированная сочными эпитетами, тонкими сравнениями и вызывающими улыбку неологизмами. Живая, искренняя история человека. Из таких частных историй-миниатюр слагается наша общая история».
В 2022 г. вышла книга Александра, написанная и изданная совместно с его братом Михаилом:
- Михаил Абаринов, Александр Абаринов. Шапка и другие рассказы. [7]

## В эмиграции

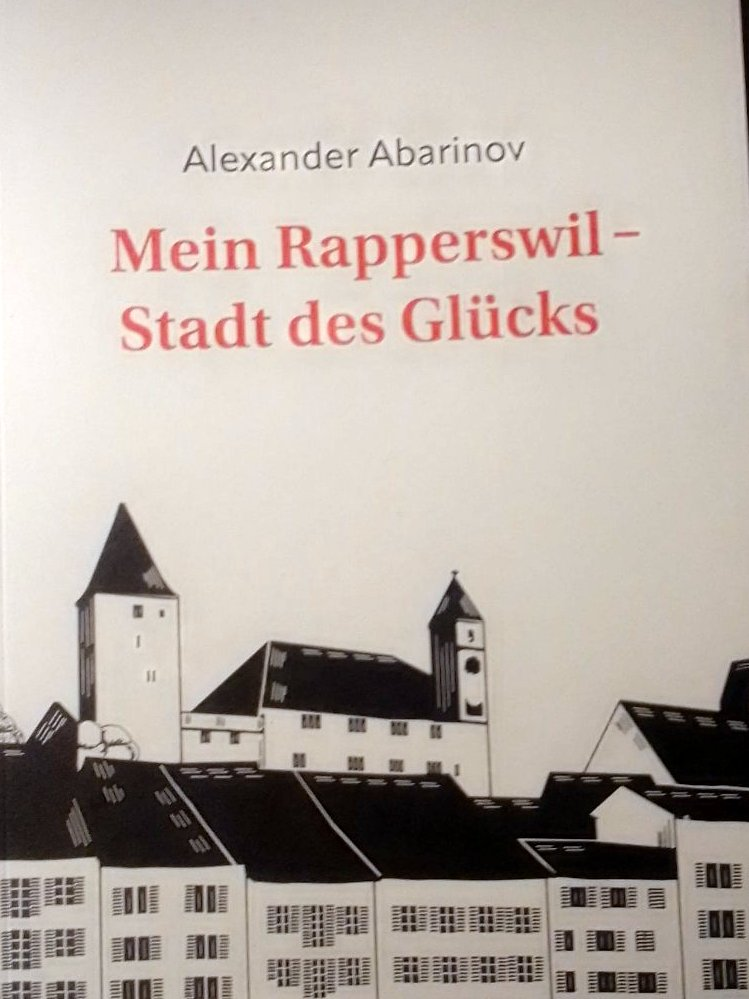
Александр Абаринов

С мая 2022 г. Александр Абаринов находится в Швейцарии в рамках Программы защиты беженцев, а с июня 2022 года проживает в г. Рапперсвиле, кантон Санкт-Галлен. С тех пор он ведёт дневник, в котором описывает свои впечатления от пребывания в этом городе, от поездок и знакомства с историей, достопримечательностями, традициями и людьми Швейцарии. Эти заметки были изданы в сборнике рассказов автора "Мой Рапперсвиль — город счастья", вышедшем на немецком языке в 2023 г.  и получившем много позитивных откликов (см. ссылки).
В 2024 году вышла в свет очередная книга —  "Европейский дневник. 2022-2024", а в 2025 — книга рассказов, очерков, эссе "Я спешу рассказать вам, или Мои друзья от А до Я".
Некоторые заметки А.Абаринова опублиекованы в популярном швейцарском издании Linth24"Gedanken zur Bundesfeier

## Награды
Плодотворная деятельность А. А. Абаринова отмечена на государственном уровне, а также общественными организациями:
- Нагрудный знак «За отличную службу в МВД СССР» (1987)
- Медаль Макаренко Министерства просвещения УССР — «За заслуги в области образования и педагогической науки» (1988)
- Медаль «В память 1500-летия Киева»,
- Медаль «За безупречную службу» III ст. (1984),
- Медаль «За безупречную службу» II ст. (1989),
- Юбилейная медаль «70 лет Вооружённых Сил СССР» (1989)[10]
- Юбилейная медаль «60 лет освобождения Украины от фашистских захватчиков» (2004)
- Почётными грамотами.

В ноябре 2020 года «За значимый вклад в макаренковедение» Абаринов Александр Алексеевич (Украина) вместе с другими исследователями — С. И. Аксёновым, Dr. Brian F. Kunz (США), награждён Медалью Макаренко (Российская Федерация).

### Макаренковедение
- Абаринов А. А. О роли трудового воспитания в процессе исправления и перевоспитания несовершеннолетних осуждённых в ВТК Украинской ССР / А. А. Абаринов // Педагогическое наследие А. С. Макаренко и проблемы исправления и перевоспитания осуждённых. Материалы Всесоюзной научно-практической конференции, посвящённой 100-летию со дня рождения А. С. Макаренко (31 марта — 1 апреля 1988 года). — Рязань, 1988. — С. 58-59.
- Абаринов А. Наследие А. С. Макаренко в контексте преобразования воспитательно-трудовых колоний / А. Абаринов // А. С. Макаренко: наследие и современные преобразования в педагогической теории и практике: Матер. Российской науч.-практ. конф. 24-25 марта 1992 г. / Ред. кол. : А. А. Фролов (отв. ред.) и др. ; Нижегород. гос. пед. ин-т им. М. Горького, Ассоциация Антона Макаренко. — Н. Новгород, 1992. — С. 41.
- Александр Абаринов, Гётц Хиллиг. «Испытание властью. Киевский период А. С. Макаренко. 1935—1937», серия (Opuscula Makarenkiana Nr 22). — Marburg, 2000. — ISBN 3-8185-0279-8. ISSN 09315705
- Александр Абаринов. Утомлённое сердце. Исполнилось 70 лет со дня кончины замечательного педагога и писателя Антона Макаренко // «День», 10 апреля, 1996. — С. 12.
- Абаринов А. Педагог, создавший поэму / Александр Абаринов // Зеркало недели. — 2001.-13 июля. С. 11. ISSN 15636437
- Александр Абаринов, Гётц Хиллиг. Вредный рецензент А. Макаренко // Постметодика. — 2004. — № 2-3 (54-55). — С. 113—119. ISSN 18153194
- Ал. Абаринов Патриарх общественного воспитания. Интервью с Гётцем Хиллигом. // «Зеркало недели». — 2008. — 14 марта. С. 15 (№ 10). ISSN 15636437
- Александр Абаринов. Ровно 75 лет назад в Харькове начался серийный выпуск первых советских фотокамер, знаменитых ФЭДов // Факты и комментарии, 2010, 11 февраля.
- Ал. Абаринов. Орденоносцы. Макаренко и Чуковский. К 80-летию кончины А. С. Макаренко. // «Народное образование», 2019, № 4. С. 96-100. ISSN 01306928
- Ал. Абаринов. «Один ленинградский вечер». О встрече А. С. Макаренко с читателями. // «Народное образование», 2019, № 6. С.119. ISSN 01306928
- А. Абаринов. Орденоносцы. // В сб. науч. трудов «Социально-педагогический подход в образовании». Екатеринбург, 2019. С. 10-15. ISBN 978-5-7186-1171-7
- Александр Абаринов. «Дело Макаренко». // В книге Александр Абаринов. Штаны. Киев, 2020. С. 77-80. ISBN 978-966-281-165-0.
- Александр Абаринов. Киевский адрес Макаренко.
- А. Абаринов. Мой Антон Макаренко. // В книге Александр Абаринов. Братья. Одесса, 2020. С. 67-128. ISBN 978-617-97919-8-7.
- Александр Абаринов. Гётц Хиллиг. Пришелец. // Пед. музей А. С. Макаренко (Москва), сет. стр. 22.12.2020.
- Александр Абаринов. Друг (Памяти Гётца Хиллига). // «Постметодика», Полтава, 2020, № 2 (135). С.59. ISSN 18153194
- Александр Абаринов. Квартирный вопрос. Очерк о жизни и творческой деятельности А. С. Макаренко // Народное образование, 2021, № 3. С. 187—189.

См. также
(среди статей сборника — несколько написанных Гётцем Хиллигом в соавторстве с А. А. Абариновым)
- Хиллиг, Гётц. В поисках истинного Макаренко. Русскоязычные публикации (1976—2014). Полтава: ПНПУ им. В. Г. Короленко. Издатель Шевченко Р. В., 2014 г. 778 с. ISBN 978-966-8798-39-9 (в Электронной библиотеке Полтавского НПУ им. В. Г. Короленко). (Обложка и оглавление книги).

## Выступления на радио
- Абаринов А. Об А. С. Макаренко и занятиях литературой. // Выступление на Украинском радио полковника в отставке А. А. Абаринова.